# Дьяченко Володимир Валентинович
Володимир Валентинович Дьяченко (Дяченко) (1 вересня 1950, місто Поті, тепер Грузія) — радянський діяч, залізничник, машиніст електровоза локомотивного депо імені Ілліча Московської залізниці. Член ЦК КПРС у 1990—1991 роках.

## Життєпис
У 1967—1968 роках — лаборант конструкторського бюро заводу «Радуга» в Москві.
З 1968 по 1971 рік служив у Радянській армії.
У 1971—1973 роках — слюсар пункту технічного огляду, помічник машиніста електровоза локомотивного депо Любня Московської залізниці.
З 1973 року — помічник машиніста, машиніст електровоза локомотивного депо імені Ілліча міста Москви Московської залізниці.
Член КПРС з 1978 року.
У 1980 році закінчив Всесоюзний заочний технікум залізничного транспорту.
Подальша доля невідома.